# Челентано, Розита
Розита Челентано (итал. Rosita Celentano; род. 17 февраля 1965 года, Милан) — итальянская теле и радиоведущая, актриса и певица. Старшая дочь Адриано Челентано и Клаудиа Мори .

## Биография
Дебют Розиты Челентано в кино состоялся в фильме своего отца «Юппи-Ду» 1975 года, где она сыграла эпизодическую роль.
В 1987 году снялась в фильме «Mak π 100» режиссёра Антонио Бидо и как гость приняла участие в телепередаче отца «Fantastico».
В 1988 году выпустила собственную LP-пластинку в 45 оборотов «Dal tuo sguardo in poi/Dal tuo sguardo in poi» под лейблом «Clan Celentano». В 1989 году была ведущей песенного фестиваля в Сан-Ремо, вместе с Дэнни Квинном, Джанмарко Тоньяцци и Паолой Домингвин. В 1991 году участвовала как бэк-вокалистка в записи альбома отца — «Il re degli ignoranti», а также снялась в клипах к нему. В 1994 году выпустила студийный альбом под названием «FDM».
С середины 1990-х годов принимала участие в нескольких телевизионных шоу: летом 1995 года была телеведущей музыкальной программы «Песня сердца» на телеканале ТМС, в 1996 году вместе с Дэвидом Мегасси вела телешоу «В воскресенье в деревне» на канале Rete 4.
Летом 1999 года с Самантой де Гренет вела телешоу «Семь к одному» на канале Rai 1.
В 2000—2001 годах вела телевизионную программу «В воскресенье».
Также в 2000 году Розита снялась в эпизоде популярного сериала «Дерзкие и красивые». В сентябре 2001 года вела самостоятельно разработанную телепрограмму «Тема» на канале LA7.
В 2002 году снялась в телефильме «Отцы» режиссёра Риккардо Донны.
В 2004 году Розита была ведущей реалити-шоу «Музыкальная ферма» на телеканале Rai 2, а также вела конкурс «Академия песен Сан-Ремо» на канале Rai 1.
В 2005 году работала на спутниковом телеканале E!, где вела музыкальную рубрику «Soundcheck e Backstage», а также создавала репортажи о Фестивале в Сан-Ремо.
В 2006 году Розита принимала участие в реалити-шоу «Реальность цирка» с телеведущей Барбарой д'Урсо на Canale 5.
В 2007 году снялась в мини-сериале «Но небо всегда голубое» режиссёра Марко Турко на телеканале Rai 1, в октябре того же года вела программу «Без стыда» на канале радиовещания RTL 102.5.
В 2009 году Розита опубликовала свою первую книгу «Grazie a Dio ho le corna», а также принимала участие в телепрограмме «Пять недель» на Canale 5 Барбарой д'Урсо, в которой вела рубрику «Доверенное лицо».
Розите Челентано посвящена песня "Розита" советской группы "Веселые ребята".